# Vågig klänglilja
Vågig klänglilja (G. rothschildiana) är en art i familjen tidlöseväxter. Den förekommer i tropiska Afrika och kan odlas som krukväxt i Sverige. Ofta räknas den som en geografisk form av arten klänglilja (G. superba) och erkänns inte som fristående art.